# Státní znak Egypta
Státní znak Egypta je tvořen tzv. Saladinovým orlem, který se v současné podobě používá od roku 1984.
Kresba je inspirována sochou na zdi jedné z káhirských budov (Káhirské citadely), kterou údajně nechal postavit sultán Saladin (1138–1193). Předpokládá se, že orel mohl být jeho symbolem, pro tuto teorii však existuje jen málo důkazů.
Orel je na egyptském znaku zlatý, letky a ocasní pera jsou černá. Na hrudi je položen štít v egyptských národních barvách (červeno-bílo-černé svislé pruhy). Orel stojí na zelené (na obrázku zlaté) kartuši se zlatým (na obrázku černým), arabským opisem názvu státu جمهوريّة مصر العربيّة‎ (česky Egyptská arabská republika).
Na egyptských vlajkách se užívají pozměněné symboly, lišící se barvou znaku:

Egyptská vlajka Poměr stran: 2:3
Detail znaku z egyptské vlajky
Egyptská válečná vlajka Poměr stran: 2:3
Egyptská námořní válečná vlajka Poměr stran: 2:3
Detail znaku z egyptské námořní válečné vlajky

Saladinův orel byl předlohou pro státní znaky několika dalších arabských zemí užívané v minulosti i současnosti. Saladinovské znaky se liší pouze detaily, jiný je především srdeční štítek a stuha s nápisem.

## Historie
19. prosince 1914 byl vyhlášen Egyptský sultanát pod britskou ochranou. Státní znak byl tvořen červeným štítem se třemi stříbrnými půlměsíci a třemi pěticípými hvězdami stejné barvy. Nad štítem byla zeleno-stříbrná točenice, na kterou byla položena zlatá sultánská koruna.
28. února 1922 bylo Spojeným královstvím vyhlášeno formálně nezávislé Egyptské království. 10. prosince 1923 byla zavedena státní vlajka a zřejmě stejný den i státní znak. Ten byl tvořen kulatým, modrým štítem se stříbrným půlměsícem a třemi stříbrnými hvězdami, ohraničeným zlatým řetězem s řádem Muhammada Alího, na kterém byla položena zlatá, královská koruna. Vše bylo položeno na červený, královský plášť zdobený třásněmi a šňůrami na kterém je opět položena zlatá, královská koruna, o něco větší. Vnitřek pláště byl podšit hermelínem.
V říjnu 1951 byla jednostranně zrušena britsko-egyptská smlouva, v roce 1952 následovaly nepokoje v oblasti Suezského průplavu a po Egyptské revoluci (Muhammad Nadžíb, Gamál Násir) abdikoval 26. červenec 1952 král Farúk I. 18. června 1953 byla vyhlášena Egyptská republika. Státním znakem se stal (po čase) zlatý orel, hledící heraldicky vpravo, s na hrudi umístěným zeleným, kulatým štítkem se stříbrným půlměsícem a třemi pěticípými hvězdami stejné barvy.

Znak Egyptského sultanátu (1914–1923)
Znak Egyptského království (1923–1953)
Znak Egyptské republiky (1953–1958)

1. února 1958 vznikla spojením Egypta a Sýrie Sjednocená arabská republika, státním znakem se stal tzv. Saladinův orel, jež se stal předlohou pro státní znaky několika dalších arabských zemí užívaných v minulosti i současnosti. Saladinovské znaky se liší pouze detaily, jiný je především srdeční štítek a stuha s nápisem. Egyptský Saladinův orel, inspirovaný sochou na jedné z káhirských budov, měl na hrudi štítek ve státních barvách (červeno-bílo-černé svislé pruhy) a se dvěma, zelenými, pěticípými hvězdami pod sebou.
8. března téhož roku se k federaci připojil ještě Jemen, ke změně státního znaku ale nedošlo. Ani po rozpadu federace 28. září 1961 (Egypt si název Sjednocená arabská republika ponechal) se státní znak nezměnil. V roce 1969 vznikla Federace arabských republik (Egypt – Sjednocená arabská republika, Libye a Súdán), i poté zůstal znak stejný. V roce 1971 se název státu změnil na Egyptská arabská republika a byla ustanovena nová Federace arabských republik (nyní Egypt, Libye a Sýrie). 1. ledna 1972 byl zaveden nový znak federace, kterým byl stylizovaný, zlatý sokol (symbol kmene Kurajšovců) hledící heraldicky vlevo. Na hrudi byl prázdný, zlatý štít a v pařátech držel stuhu s arabským opisem názvu Federace arabských republik, pod níž byl ještě opis Egyptská arabská republika.

Znak Sjednocené arabské republiky (1958–1971)
Znak Egypta v rámci Federace arabských republik (1972–1984)

V říjnu 1984 se po vystoupení Egypta federace rozpadla a 5. října byl státní znak změněn a užívá se dodnes. Existovalo několik různých variant provedení, lišící se barvou kartuše či štítku.